# نوک‌قیفی دورنگ
نوک‌قیفی دورنگ (نام علمی: Conirostrum bicolor) نام یک گونه از سرده نوک‌قیفی است.